# TBX20
Le TBX20 est un facteur de transcription appartenant à la famille des T-box. Son gène est le TBX20 situé sur le chromosome 7 humain.

## Rôles
Il intervient dans l'embryogenèse cardiaque. En particulier, au niveau de la chambre de chasse ventriculaire, le TBX20 réprime le TBX2, ce dernier diminuant l'expression du NMYC1. Il régule le développement des différentes lignées des cardiomyocytes. Il réprime également le p21, le MEIS1 et le BTG2, assurant la prolifération des cellules musculaires cardiaques.
Il favorise l'angiogenèse par la migration des cellules endothéliales en jouant sur la voie du PROK2-PROKR1.

## En médecine
Une mutation du gène, entraînant une augmentation de l'activité de la protéine, favoriserait la formation d'anomalies cardiaques de type communication interauriculaire. D'autres mutations entraînent une atteinte du myocarde ou du développement des valves cardiaques.